# 五华县体育场
五华县体育场是一座位于中华人民共和国广东省梅州市五华县的多功能体育场，可容纳15000人。
五华县体育场于1986年投入使用，该体育场是为了第六届全运会的足球预赛而兴建。它于2013年8月起成为梅州客家足球俱乐部的主场。梅州客家队晋级中甲联赛后，体育场进行了翻修，以满足中甲联赛的要求。